# Дикое поле (фильм, 1991)
«Ди́кое по́ле» — советский исторический кинофильм Николая Гусарова производства кинокомпании «Екатеринбург», творческого объединения «Евразия» при участии Ростовской-на-Дону студии кинохроники.

## Сюжет
Действие фильма происходит на среднем и нижнем Дону в XVI веке.
В 1540 году к юрту атамана донских казаков Сидора пришли трое. Один из них недавно бежал из турецкого плена, где от умирающего на его руках сотника узнал о спрятанном в этих местах сундуке с бывшей рязанской казной. Казаки, посовещавшись, решают отправиться на её поиски.
Но казну уже ищут и турки, которые когда-то эту казну здесь и спрятали.

## В ролях
| Актёр               | Роль           |
| ------------------- | -------------- |
| Борис Рубашкин      | Атаман Сидор   |
| Владимир Антоник    | Никита Сарычев |
| Матлюба Алимова     | Фатима         |
| Николай Гусаров     | Чига           |
| Олег Корчиков       | Луп            |
| Валентин Голубенко  | Устин          |
| Лесь Сердюк         | Конь-Голова    |
| Ментай Утепбергенов | Музафар        |
| Николай Шевкуненко  | Мартын         |
| Юрий Алексеев       | Фока           |
| Олег Пьянков        | Ермолайка      |
| Бибо Ватаев         | Эльдар         |
| Вячеслав Мелехов    | Гугуля         |

## Фестивали и награды
- 1993 — МКФ «Золотой Витязь» (Нови-Сад) — Приз за лучший сценарий и Приз за лучшую мужскую роль второго плана (Николай Гусаров).